# Вирго, Адам
Адам Вирго (полное имя Адам Джон Вирго) (порт. Adam John Virgo) — английский защитник, играющий за клуб Второй футбольной лиги Англии «Бристоль Роверс».

## Карьера
Обучался футболу в подготовительной школе Сэйнт-Обинс. В 13-летнем возрасте стал получать школьную стипендию, обучаясь в колледже Ардингли, после этого отправился в академию команды «Брайтон энд Хоув Альбион». В сезоне 2004/2005 стал игроком основы, что помогло клубу сохранить своё место в Чемпионшипе.
В июле 2005 года Адам неожиданно перебрался в «Селтик» за 1,5 миллиона фунтов стерлингов. Вирго неоднозначно дебютировал за «кельтов», будучи замененным в первом же матче после нарушения правил в собственной штрафной площади. Вторую игру он провёл против «Мотеруэлла» и был признан лучшим игроком матча, о чём сообщил официальный сайт «Селтика» и телеканал Setanta.
7 августа 2006 был выкуплен на правах аренды «Ковентри Сити», но в конце месяца получил травму колена, из-за чего 31 августа Вирго вернулся в расположение «Селтика». 17 августа 2007 отправился на правах аренды в «Колчестер Юнайтед», который тогда выступал в Чемпионшипе.
13 июня 2008 Вирго покинул «Селтик» и вернулся в «Брайтон энд Хоув Альбион». В первых двух встречах сезона 2008/2009 он забил три гола, что обрадовало поклонников клуба. Адам утверждал, что ему не давали возможностей играть в шотландском «Селтике» (всего 10 игр), а сам он был подавлен после кончины отца и травмы. Вскоре Вирго перестали вызывать в состав, и 30 июня он покинул клуб. 3 июля он присоединился к команде «Йовил Таун», в которой отыграл весь сезон Первой лиги. Во второй половине сезона он стал выпадать из состава и по окончании чемпионата Первой лиги подписал контракт с «Бристоль Роверз», став там вице-капитаном команды.